# 北信州みゆき農業協同組合
北信州みゆき農業協同組合（きたしんしゅうみゆきのうぎょうきょうどうくみあい）は、長野県飯山市に本部を置いていた農業協同組合。通称JA北信州みゆき。

## 概要
2016年（平成28年）にながの農業協同組合と合併し消滅した。
合併前は、野沢温泉村と栄村から指定金融機関を、飯山市からは指定代理金融機関をそれぞれ受託していたが、合併後は、いずれもながの農業協同組合が継承した。

## 廃止時点の組合員数
- 11,820人

## 廃止時点の所管区域
- 飯山市
- 下高井郡
  - 木島平村
  - 野沢温泉村
- 中野市の一部
- 下水内郡
  - 栄村

## 沿革
- 1998年（平成10年）12月1日 - 飯山市飯山農協・いいやまみゆき農協・豊田村農協・栄村農協が合併して発足。
- 2016年（平成28年）9月1日 - ながの農協、須高農協、志賀高原農協、北信州みゆき農協、ちくま農協が合併し、ながの農業協同組合が発足。

## 主な産物
主な産物は、米・ぶなしめじ・えのき・アスパラ・りんご・プラムなど、果実からきのこ類まで幅広い。

## 廃止時点の購買店舗
- エーコープ みゆき店（飯山市）
- 永田生活店舗（中野市）